# راي هاتون
راي هاتون (بالإنجليزية: Ray Hatton)‏ هو منافس ألعاب قوى بريطاني، ولد في 4 فبراير 1932 في ليتشفيلد في المملكة المتحدة، وتوفي في 4 مارس 2015 في يوجين في الولايات المتحدة.